# Monumento a Sebastián de Belalcázar
El monumento a Sebastián de Belalcázar se encuentra en Santiago de Cali, capital del Valle del Cauca, Colombia. El conquistador español Sebastián de Belalcázar fundó la ciudad el 25 de junio de 1536. Se trata de uno de los monumentos más icónicos de la ciudad.
La estatua fue realizada en bronce fundido, y representa a Belalcázar con la mano derecha señalando al occidente, es decir, hacia el Pacífico, y con la mano izquierda sosteniendo su espada Tizona. La imagen reposa sobre un pedestal en el cual se encuentra grabado el escudo de armas de Santiago de Cali y una placa con la dedicatoria. El conjunto monumental se encuentra en una plazoleta sobre la colina que lleva el nombre del fundador.
En la mañana del 28 de abril de 2021, durante las protestas en Colombia de 2021, la comunidad indígena del pueblo Misak derribó la estatua, quedando solamente el pedestal. El Consejo Regional Indígena del Cauca –CRIC- se pronunció al respecto manifestando que la simbología de la figura de Sebastián de Belalcázar "es violencia simbólica contra todos los pueblos indígenas que hoy existimos y persistimos con identidad".
A través de decreto, se ordenó que la estatua debía ser repuesta en su ubicación original en el menor tiempo posible. El monumento fue restaurado en diciembre de 2021 y se barajó su posible reubicación. El subsecretario de Patrimonio, Red de Bibliotecas Públicas e Infraestructura Cultural, Leonardo Medina, aseguró que de esta manera se logra superar una serie de comentarios referentes a que no se quería que regresara a su sitio habitual.El 4 de noviembre del 2022 la estatua regresó a su pedestal luego de un año de haber sido derribada.

## Historia
Con motivo del cuarto centenario de la fundación de la ciudad, la Junta del IV centenario adelantó labores para crear un monumento a Sebastián de Belalcázar, fundador de la ciudad. En 1935 se estableció contacto con Victorio Macho, escultor español de gran renombre por la época. El costo del monumento fue de 40 000 pesetas, el cual fue incluido dentro del presupuesto departamental.
La estatua fue elaborada en su totalidad en España, de donde fue trasladada por barco hasta Buenaventura, y de allí se transportó a lomo de mula hasta Cali. Una vez en la ciudad, la estatua fue ensamblada y emplazada sobre un pedestal.
La inauguración del monumento tuvo lugar el 25 de julio de 1937, un año después del cuarto centenario de la ciudad, bajo el gobierno de Tulio Enrique Tascón durante una ceremonia realizada en el Salón del Concejo municipal. Mario Carvajal, representante del Cabildo, fue el encargado de recibir el monumento de parte de Demetrio García Vásquez, secretario de Agricultura y Fomento.
Durante mucho tiempo, en especial en 1953, se pensó en trasladar la estatua a un lugar más visible, pues se consideraba que su ubicación no era la más adecuada para el monumento, sin embargo, dicho traslado nunca se llevó a cabo, convirtiéndose en un importante lugar turístico y mirador desde el cual se puede observar gran parte de la ciudad.
El 28 de abril de 2021 en el marco de  las protestas en Colombia de 2021, la comunidad indígena Misak derribó la estatua en un acto de justicia histórica, pues consideran la imagen de Belalcázar como una muestra de la represión contra su pueblo. Esta comunidad fue denunciada penalmente por este hecho. Tras un año de estos hechos, la estatua regresó a su pedestal el 4 de noviembre de 2022.